# برناردن ماتام
برناردن لدوکس کینگوئه ماتام (فرانسوی: Bernardin Ledoux Kingue Matam‎؛ زادهٔ ۲۰ مهٔ ۱۹۹۰) وزنه‌بردار زن کامرونی‌تبار اهل فرانسه است.
وی در مسابقات کشوری و بین‌المللی در مجموع برندهٔ ۲ مدال طلا، ۱ مدال برنز شده‌است.